# 東松山マイタウン
東松山マイタウン（ひがしまつやままいたうん）とは、埼玉県東松山市にあるニュータウンである。東松山市の行政区域では、区域外の大字東平と大字野田も含めて平野地区と称する。

## 概要
東平第一特定土地区画整理事業として、1980年～1988年にかけて東松山市と日本新都市開発により開発・分譲された44.3ヘクタール、計画人口3500人のニュータウンである。
- 事業名称：東松山都市計画事業東平第一特定土地区画整理事業
- 地区面積：44.3ha
- 事業年度：昭和55年度（1980年）-昭和63年度（1988年）

## 地区
- 東松山市
  - 沢口町
  - 殿山町

## 主な施設

### 商業施設
- マミーマート 沢口町店
- ローソン 東松山沢口町店
- 東和銀行 東平支店
- 東松山平野郵便局

### 学校
地域内に学校はなく、学区は市立松山第二小学校、市立北中学校である。

### その他
- 開徳寺

## 周辺
- 滑川 (埼玉県)
- 市野川
- 東京農業大学第三高等学校・附属中学校
- 岩鼻運動公園
  - 東松山陸上競技場
- ローソン・スリーエフプリテール東松山向台店
  - 東和アークスローソン・スリーエフプリテール東松山向台ＳＳ
- ローソン東松山沢口町店
- セブンイレブン東松山市松山店
- 東松山市民病院
- 東松山市総合福祉エリア
- 東松山市立松山第二小学校
- 東松山市立北中学校
- 北地区体育館
- 東松山消防署松山北分署
- 吉見長谷工業団地（吉見町）

## 交通機関

### 鉄道
- 東武東上本線
  - 東松山駅から約3km

### バス
- 川越観光バス「HM-01：マイタウン循環線」（東松山駅→マイタウン→東松山駅）
  - バス停はマイタウン中央とマイタウン入口の2箇所

### 道路
- 関越自動車道
  - 東松山インターチェンジから約5km
- 一般国道
  - 国道407号（東松山バイパス）
- 県道
  - 埼玉県道66号行田東松山線

## 歴史
- 1980年9月22日 - 都市計画決定
- 1980年11月25日 - 組合設立許可
- 1983年7月12日 - 仮換地指定
- 1987年3月3日 - 換地処分（埼玉県告示第361号）
- 1987年3月4日 - 町名変更（沢口町、殿山町に変更）
- 1991年4月15日 - 地区内に東武バス（マイタウン循環線）開業
- 2009年4月23日 - マミーマート沢口町店開店